# Samuel Mikunis

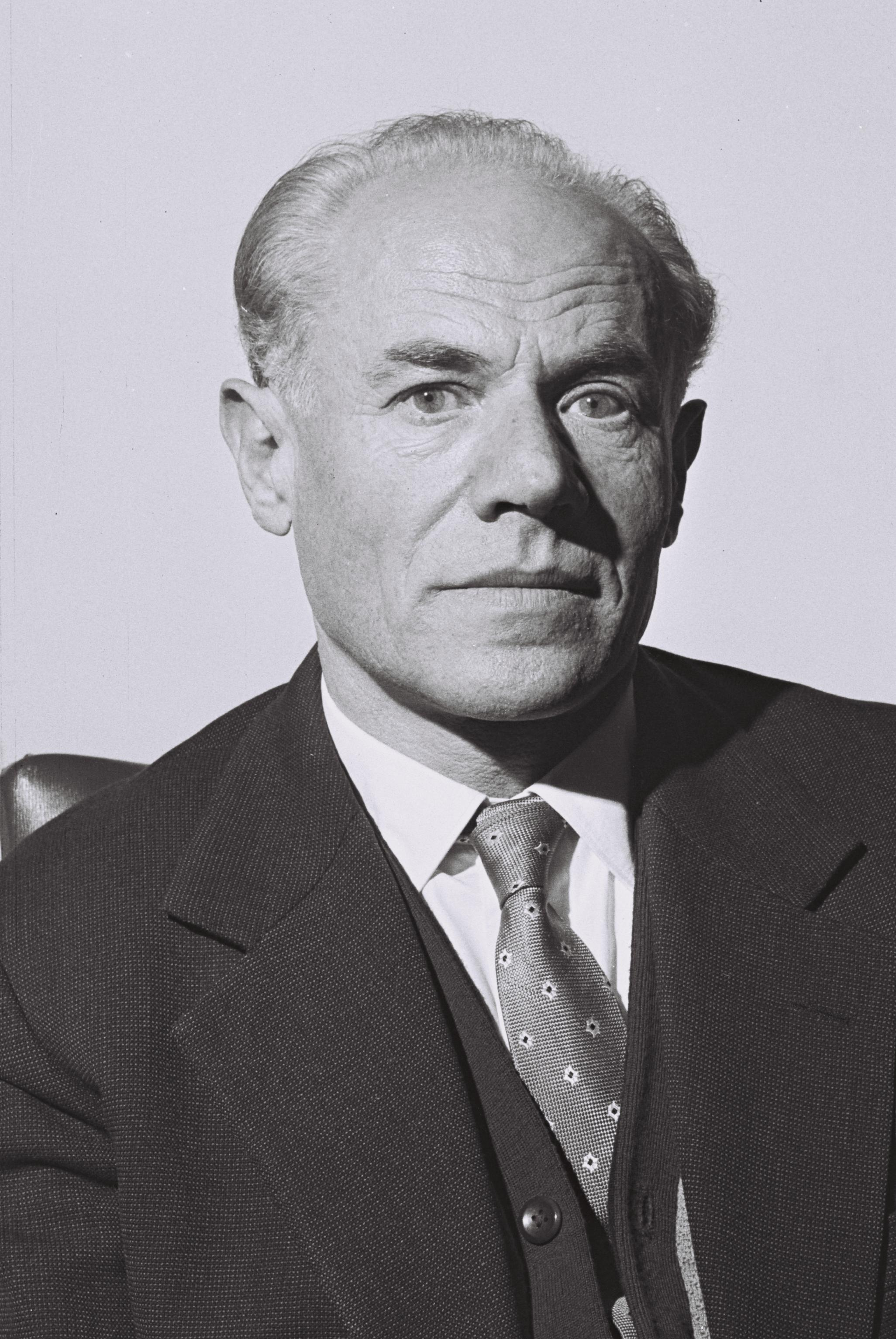
Samuel Mikunis (1959)

Samuel Mikunis (hebräisch שְׁמוּאֵל מִיקוּנִיס Schmūʾel Mīqūnīs; geb. 10. August 1903 in Polonnoje; gest. 20. Mai 1982 in Tel Aviv) war ein kommunistischer israelischer Politiker und von 1949 bis 1974 Mitglied der Knesset.

## Leben
Mikunis wurde in einer chassidischen Familie in Podolien geboren, in einem Teil des Ansiedlungsrayons des Russischen Reiches, der heute zur Ukraine gehört. Er war im zionistischen Mittelschülerverband heChalutz („Der Pionier“) aktiv und ging 1921 nach Palästina, das sich damals unter britischer Herrschaft befand. Von 1925 bis 1930 war er als Schauspieler und als Sekretär bei der Theatergruppe haʾOhel („Das Zelt“) tätig. Danach ging er nach Frankreich und schloss dort eine Ingenieursausbildung ab. Von 1933 bis 1945 arbeitete er für die Shell Oil Company in Palästina auf britischen Militärstützpunkten und im Straßenbau.
Er trat der Kommunistischen Partei Palästinas bei und wurde 1939 Sekretär des Zentralkomitees sowie Chefredakteur der Parteizeitung Qol haʿAm („Volksstimme“). 1944 wählten die Stimmberechtigten des Jischuv Mikunis in die vierte jüdische Repräsentantenversammlung (Assefat haNivcharim) in Palästina unter britischem Mandat. Noch 1944 lehnte die Kommunistische Partei Palästinas auf ihrem VIII. Parteitag die jüdische Einwanderung nach Palästina ab. Als 1943 die Komintern aufgelöst wurde und die Kontrolle Moskaus über die Partei sich lockerte, spaltete sich die Partei nach längeren Auseinandersetzungen schließlich in einen eher arabisch-palästinensischen und einen eher jüdisch-prozionistischen Teil. Ersterer ging in der Nationalen Befreiungsliga in Palästina (arabisch عصبة التحرر الوطني في فلسطين) auf; letzterer bildete die Israelische Kommunistische Partei (Maki). Mikunis war eines ihrer Gründungsmitglieder und sollte bis 1974 als ihr Sekretär fungieren. 1947 forderte er als Vertreter der Maki bei einer Konferenz der kommunistischen Parteien des Britischen Weltreiches in London die Anerkennung der nationalen Rechte der palästinensischen Juden; Emil Habibi griff ihn dafür scharf an und forderte gleiche Rechte für Juden und Araber in Palästina. Während des Krieges um Israels Unabhängigkeit 1948 ging Mikunis als Abgesandter der Partei nach Osteuropa, um Waffen zu beschaffen und Freiwillige für die zionistischen Truppen zu gewinnen.
Mikunis war Mitglied des 37-köpfigen Übergangsparlament (Volksrat
hebräisch מוֹעֶצֶת הָעָם Mōʿetzet haʿAm) und wurde auf einem Maki-Listenplatz in die erste Knesset gewählt. 1951, 1955, 1961 und 1965 wurde er jeweils wiedergewählt, wobei die Maki-Fraktion in der Knesset 1965 nach einer Spaltung der Partei (aus der die Rakach hervorging) auf einen Sitz zusammengeschmolzen war.
1965 wandte sich Mikunis in einem Artikel im hebräischsprachigen Qol haʿAm gegen die Verleihung des Leninpreises an Ahmed Ben Bella; die arabischsprachige Parteizeitung al-Ittiḥād („Die Einheit“) weigerte sich, eine Übersetzung seines Artikels zu veröffentlichen. Die Spannungen in der Partei eskalierten und führten schließlich zu einer Spaltung. Die Fraktion um Meʾir Wilner, die sich eng an die Linie der Sowjetunion hielt und der Politik der israelischen Regierung damals sehr kritisch gegenüberstand, bildete die Neue Kommunistische Liste (Rakach); die Fraktion um Samuel Mikunis und Mosche Sneh verglich sie mit der Linie des Mufti Amin al-Husseini, betonte die Unabhängigkeit von der Sowjetunion und gründete eine eigene Partei. Durch die Spaltung verlor Mikunis 1969 seinen Sitz in der Knesset, wurde aber 1972 als Ersatz für Mosche Sneh erneut zum Abgeordneten gewählt. Gegen Ende der Legislaturperiode schloss sich Maki mit der Blau-Roten Bewegung von Meʾir Paʿil zur Partei Moked („Fokus“) zusammen und Mikunis verlor bei den Wahlen von 1973 endgültig seinen Abgeordnetensitz.
1974 trat Mikunis als Generalsekretär der Partei zurück, da sich die Partei ihm zu sehr dem Zionismus angenähert hatte. Er trat der 1973 von Ester Vilenska gegründeten Israelischen Kommunistischen Opposition (Aki) bei.
In Tel-Aviv wurde eine Straße nach Samuel Mikunis benannt.

## Werke
- Die Politik der Kommunistischen Partei Palästinas. Angenommen durch das Zentral-Komitee der Kommunistischen Partei Palästinas, August 1945 (Broschüre).
- Wohin geht der Staat Israel? In: Aus der internationalen Arbeiterbewegung, 14/1957.